# Chiesa delle Anime Sante del Purgatorio (Augusta)
La chiesa delle Anime Sante del Purgatorio si trova ad Augusta in provincia di Siracusa.

## Storia e descrizione
Il vero titolare della chiesa è San Nicolò; la pala dell'altare maggiore raffigura infatti il santo con le anime del Purgatorio. La denominazione Anime Sante deriva dal fatto che vi risiedeva l'Arciconfraternita dei Bianchi sotto il titolo del Crocifisso e della Madonna del Suffragio. I componenti, nobili, avevano tre compiti, uno era quello di suffragare l'anima dei defunti, il secondo consisteva nell'occuparsi dei condannati a morte, un altro compito era quello di sovvenire ai poveri.
Dopo la scomparsa dell'Arciconfraternita dei Bianchi, la chiesa ospita ora la Confraternita della Madonna Odigitria.
La facciata dell'edificio sacro è di un pregevole barocco, si dice disegno di Filippo Juvara. Il campanile, di un cattivo neoclassico blocca la slanciatezza della chiesa barocca, all'origine priva di campanile, costruito poi a metà Ottocento. 
Nel secondo dopoguerra si era pensato di cambiarlo con uno più consono alla facciata.
L'interno della chiesa è abbastanza spoglio ma elegante. Di pregevole fattura la pala dell'altare maggiore da poco restaurata.